# 韋阿代魯斯高地國家公園
14°05′S 47°40′W / 14.083°S 47.667°W

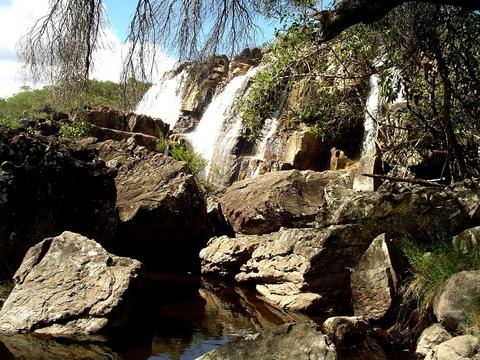

韋阿代魯斯高地國家公園（葡萄牙語：Parque Nacional da Chapada dos Veadeiros）是巴西的國家公園，位於該國中部戈亞斯州，成立於1961年11月17日，佔地24萬公頃，覆蓋戈亞斯州上帕萊索、卡瓦坎特和南科利納斯地區。